# Turu (Kotschetschum)
Der Turu (russisch Туру) ist ein 365 km (vom Ursprung der Djagdakta: 387 km) langer linker Zufluss des Kotschetschum in Mittel-Sibirien im zentralen Osten der Region Krasnojarsk im asiatischen Teil Russlands.

## Verlauf
Der Turu hat seinen Ursprung in einem kleinen namenlosen See auf dem Wiljuiplateau. Das etwa 560 m hoch gelegene Quellgebiet liegt nahe der Verwaltungsgrenze zur Republik Sacha. Der Turu fließt anfangs 12 km nach Norden und anschließend 27 km nach Nordwesten. Die längere Djagdakta trifft von Nordosten kommend auf den Turu. In der Folge durchquert der Turu in überwiegend westsüdwestlicher Richtung das Sywermaplateau. Er nimmt dabei mehrere größere Nebenflüsse von links und rechts auf. Der Turu mündet schließlich in den Kotschetschum, 163 km oberhalb dessen Mündung in die Untere Tunguska sowie knapp 90 km nordöstlich der Siedlung Tura.

## Einzugsgebiet
Der Turu entwässert ein etwa 19.500 km² großes unbewohntes Gebiet des Mittelsibirischen Berglandes. Das Einzugsgebiet weist eine hügelige Kontur auf und ist mit Lärchen bewachsen. Das Einzugsgebiet des Turu grenzt im Nordosten an das des oberstrom gelegenen Kotschetschum, im Nordosten und im Osten an das des Wiljui, ein Nebenfluss der Lena, sowie im Süden an das der oberstrom gelegenen Unteren Tunguska.

## Zuflüsse
(Von der Quelle zur Mündung)
- Djagdakta (Fluss-km 328, rechts), 59 km, 570 km²
- Ikon-Birajan (Fluss-km 304, rechts), 64 km, 600 km²
- Turukan (Fluss-km 244, rechts), 102 km (124 km mit Quellfluss), 3080 km²
- Lenko (Fluss-km 189, links), 128 km, 2100 km²
- Helgekeg (Fluss-km 153, links), 24 km (55 km mit Quellfluss), 930 km²
- Tschina (Fluss-km 70, rechts), 93 km (120 km mit Quellfluss), 2620 km²
- Oberer Turukan (Fluss-km 36, links), 107 km, 2390 km²
- Unterer Turukan (Fluss-km 7, links), 84 km, 1260 km²